# Александр (Паулус)
Митрополи́т Алекса́ндр (в миру Алекса́ндр Ка́рлович Па́улус, эст. Aleksander Paulus; 2 февраля 1872, Орикюла, Перновский уезд, Лифляндская губерния — 18 октября 1953, Стокгольм) — эстонский клирик (впоследствии епископ) Российской Церкви; митрополит Таллинский и всей Эстонии (Константинопольского Патриархата), первый предстоятель Эстонской апостольской православной церкви.

## Биография
Родился 2 февраля 1872 года в местечке Орикюла-Хауамяэ, Перновского уезда, Лифляндской губернии в крестьянской семье. Учился в саалемской вспомогательной школе, феннернской приходской школе; затем в Рижском духовном училище (1884—1888), в Рижской духовной семинарии (1888—1894).
По окончании семинарии был зачислен в клир Рижской епархии и определён на должность псаломщика-учителя на приход в Леэзи, в 1897 году был переведён в Колга-Яани, в 1900-м — в Феллин (Вильянди).
В 1901 году вступил в брак с Зинаидой Ахтманн, в 1909 году овдовел.
29 августа 1901 года епископом Рижским и Митавским Агафангелом (Преображенским) был хиротонисан во пресвитера и служил на эстонских приходах Рижской епархии: в Кыргессааре на острове Даго (Хийумаа) (1901—1903), в Каркси (1903—1908), в Лайузе (1908—1916) и в Пярну (1916—1920).
21 марта 1919 года на первом Соборе Эстонской православной церкви в Таллине протоиерей Александр Паулус был избран кандидатом на замещение должности викарного епископа Эстонской православной церкви (кафедра епископа Ревельского вдовствовала после убийства большевиками епископа Платона (Кульбуша) в январе 1919 года). Вскоре после избрания протоиерей Александр отказался от предложенной ему хиротонии, формально сославшись на плохое состояние здоровья; другой причиной отказа было отсутствие поддержки со стороны представителей этнически русских приходов, желавших для себя избрания русского викарного епископа и воздержавшихся при голосовании.
Эстонская церковь, находившаяся в пределах новообразованного Эстонского государства, получила от патриарха Тихона решением Священного синода и Высшего церковного совета от 10 мая 1920, статус автономной церкви.
В сентябре 1920 года протоиерей Александр Паулус Собором Эстонской православной церкви был вновь избран тайным голосованием (единогласно) архиепископом Таллинским и всей Эстонии, что было утверждено патриархом Московским. Архиерейская хиротония состоялась в Таллине 5 декабря 1920 года в Александро-Невском соборе и была совершена бывшим архиепископом Псковским и Порховским Евсевием (Гроздовым) и архиепископом Финляндским и Выборгским Серафимом (Лукьяновым).
23 сентября 1922 года Собор Эстонской церкви принял решение об обращении к патриарху Константинопольскому с просьбой о предоставлении автокефального статуса.
7 июля 1923 года после переговоров патриарх Константинопольский Мелетий IV (Метаксакис) вручил епископу Александру томос, которым утверждался новый канонический статус Эстонской церкви, которая преобразовывалась в автономный округ в составе Константинопольского патриархата под названием «Эстонская православная митрополия». В июле 1926 года она стала официально именоваться Эстонской апостольской православной церковью (ЭАПЦ). Московский патриархат не признал решений по каноническому переустройству Эстонской церкви.
В 1938 году в Таллине были открыты русскоязычные богословско-пастырские курсы для подготовки духовенства. Митрополит Александр рукоположил более ста священнослужителей, среди которых: протоиерей Михаил Ридигер (отец патриарха Алексия II), протопресвитер Александр Киселёв, протоиерей Георгий Алексеев (впоследствии, с 14 августа 1961 года — архиепископ Горьковский и Арзамасский Иоанн)), Александр Осипов, Ростислав Лозинский.
После присоединения Эстонии к СССР в августе 1940 года митрополит Александр был принят в юрисдикцию Московского патриархата (24 февраля 1941).

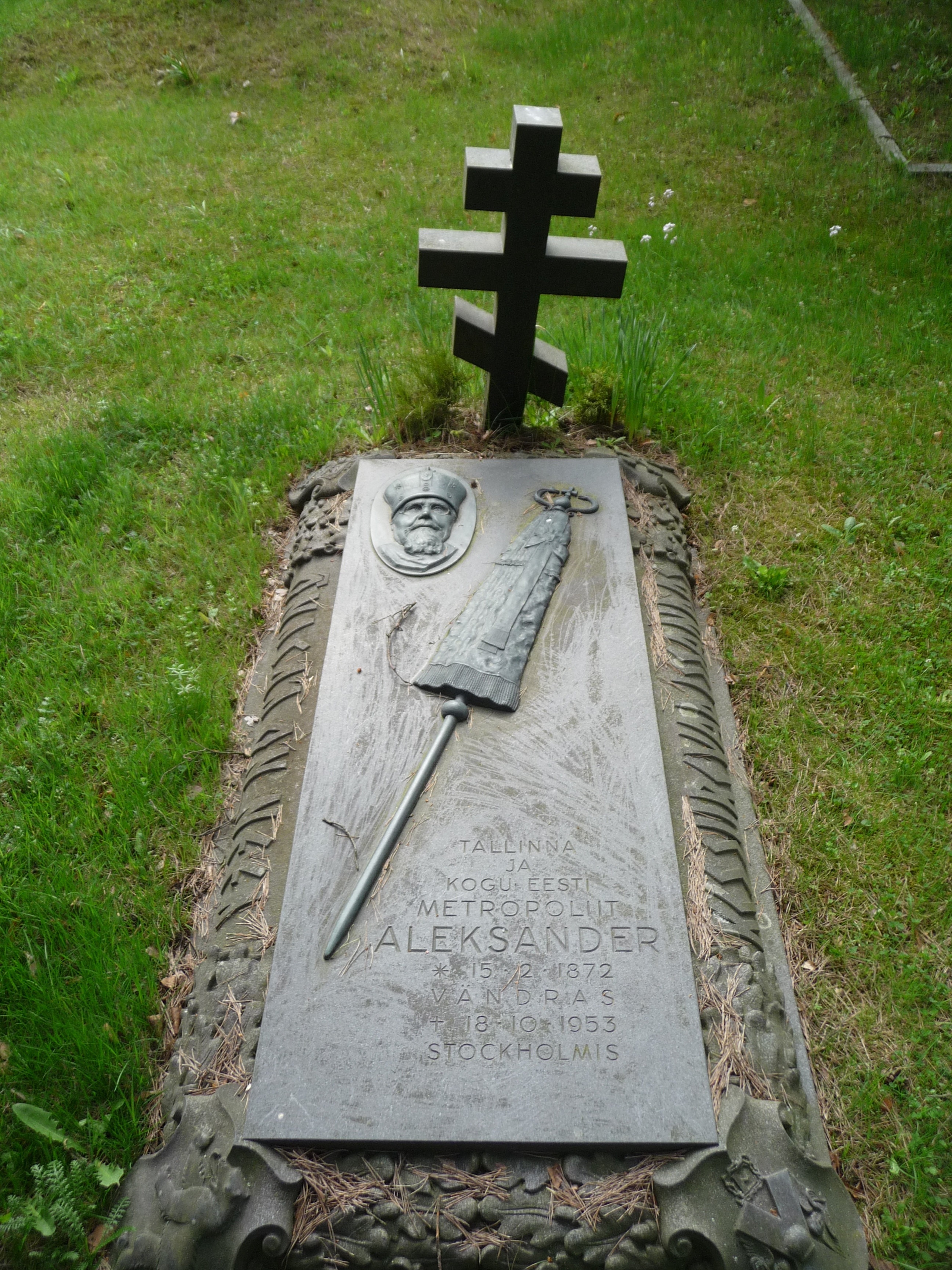
Могила митрополита Александра на Лесном кладбище в Стокгольме до перезахоронения

19 сентября 1941 года получил регистрацию германских властей как предстоятель восстановленной ЭАПЦ. Циркуляр митрополита Александра от 14 октября 1941 года извещал о прекращении поминовения митрополита Сергия (Страгородского) и митрополита Сергия (Воскресенского) (экзарха Латвии и Эстонии).
Указом от 5 ноября 1942 года митрополит Сергий (Воскресенский) уволил Александра от управления епархией, запретив в священнослужении и предав суду архиереев. Этнически эстонские приходы и часть русских приходов Эстонии продолжали считать Александра главой Эстонской церкви до конца его пребывания в стране.
20 сентября 1944 года немецкими оккупационными властями был эвакуирован в Северную Германию в лагерь Омштеде под Ольденбургом, несмотря на это продолжал считать себя главой Эстонской православной церкви и продолжал носить свой титул. Там во временной лагерной церкви-бараке митрополит Александр открыл первый зарубежный эстонский приход. В других лагерях Германии также появились временные храмы, в которых богослужение совершалось на эстонском языке.
В марте 1947 года получил разрешение поселиться в Швеции и до своей смерти проживал в Стокгольме.
15 января 1948 года им был учреждён Синод для управления 17 эстонскими приходами в разных странах: Швеции (7), США (4), Канаде (3), Англии (1), Германии (1) и Австралии (1).
Скончался 18 октября 1953 года и 25 октября был похоронен на православном участке Лесного кладбища в Стокгольме. В его отпевании не принял участия никто из официальных представителей Константинопольского патриархата.
После кончины митрополита Александра приходы эстонской диаспоры по их просьбе были включены в местные епархиальные структуры Константинопольского патриархата.
4 декабря 2024 года останки митрополита Александра были перевезены из Стокгольма в Таллин и захоронены у Преображенского собора.